# قائمة رؤساء كينيا
هذه قائمة برؤساء كينيا منذ استقلال كينيا في عام 1963 حتى يومنا هذا.
كان رئيس الدولة بموجب دستور عام 1963 ملكة كينيا إليزابيث الثانية من عام 1963 إلى عام 1964، والتي كانت أيضا ملكة المملكة المتحدة ودول الكومنولث الأخرى. كان يمثل الملك في كينيا الحاكم العام. أصبحت كينيا جمهورية في الكومنولث بموجب تعديل دستوري عام 1964 ثم استبدال منصب الملك والحاكم العام ورئيس الوزراء برئيس تنفيذي.

## فترة الاستعمار (1963 - 1964)
| الرقم | الصورة | الاسم (الميلاد-الوفاة)              | مدة المنصب     | مدة المنصب     | مدة المنصب      | العاهل     | رئيس الوزراء | رئيس الوزراء |
| الرقم | الصورة | الاسم (الميلاد-الوفاة)              | أخذ المنصب     | ترك المنصب     | المدة في المنصب | العاهل     | رئيس الوزراء | رئيس الوزراء |
| ----- | ------ | ----------------------------------- | -------------- | -------------- | --------------- | ---------- | ------------ | ------------ |
| 1     |        | الملكة إليزابيث الثانية (1926–2022) | 12 ديسمبر 1963 | 12 ديسمبر 1964 | سنة واحدة       | بيت وندسور | جومو كينياتا |              |

### الحاكم العام
| الرقم | الصورة | الاسم (الميلاد - الوفاة)      | مدة المنصب     | مدة المنصب     | مدة المنصب      | العاهل           | رئيس الوزراء | رئيس الوزراء |
| الرقم | الصورة | الاسم (الميلاد - الوفاة)      | أخذ المنصب     | ترك المنصب     | المدة في المنصب | العاهل           | رئيس الوزراء | رئيس الوزراء |
| ----- | ------ | ----------------------------- | -------------- | -------------- | --------------- | ---------------- | ------------ | ------------ |
| 1     |        | Malcolm MacDonald (1901–1981) | 12 ديسمبر 1963 | 12 ديسمبر 1964 | سنة واحدة       | إليزابيث الثانية | جومو كينياتا |              |

## جمهوريةكينيا(1964 - الآن)
| الرقم | الصورة                      | الاسم (الميلاد-الوفاة)       | انتخابات            | مدة المنصب     | مدة المنصب                     | مدة المنصب         | الحزب السياسي                  | نائب الرئيس (1964–2013) نائب الرئيس (منذ 2013) | نائب الرئيس (1964–2013) نائب الرئيس (منذ 2013) |
| الرقم | الصورة                      | الاسم (الميلاد-الوفاة)       | انتخابات            | أخذ المنصب     | ترك المنصب                     | المدة في المنصب    | الحزب السياسي                  | نائب الرئيس (1964–2013) نائب الرئيس (منذ 2013) | نائب الرئيس (1964–2013) نائب الرئيس (منذ 2013) |
| ----- | --------------------------- | ---------------------------- | ------------------- | -------------- | ------------------------------ | ------------------ | ------------------------------ | ---------------------------------------------- | ---------------------------------------------- |
| 1     |                             | جومو كينياتا (1893–1978)     |                     | 12 ديسمبر 1964 | 22 أغسطس 1978 (توفى في المنصب) | 13 سنوات و253 أيام | الاتحاد الوطني الأفريقي الكيني |                                                | جاراموجي أوجينجا أودينجا (1964–1966)           |
| 1     | جوزيف مورومبي ‏ (1966)       | جومو كينياتا (1893–1978)     |                     | 12 ديسمبر 1964 | 22 أغسطس 1978 (توفى في المنصب) | 13 سنوات و253 أيام | الاتحاد الوطني الأفريقي الكيني |                                                |                                                |
| 1     | دانيال آراب موي (1967–1978) | جومو كينياتا (1893–1978)     |                     | 12 ديسمبر 1964 | 22 أغسطس 1978 (توفى في المنصب) | 13 سنوات و253 أيام | الاتحاد الوطني الأفريقي الكيني |                                                |                                                |
| 1     | 1969                        | جومو كينياتا (1893–1978)     |                     | 12 ديسمبر 1964 | 22 أغسطس 1978 (توفى في المنصب) | 13 سنوات و253 أيام | الاتحاد الوطني الأفريقي الكيني |                                                |                                                |
| 1     | 1974                        | جومو كينياتا (1893–1978)     |                     | 12 ديسمبر 1964 | 22 أغسطس 1978 (توفى في المنصب) | 13 سنوات و253 أيام | الاتحاد الوطني الأفريقي الكيني |                                                |                                                |
| 2     |                             | دانيال آراب موي (1924–2020)  | —                   | 22 أغسطس 1978  | 8 نوفمبر 1978                  | 24 سنوات و130 أيام | الاتحاد الوطني الأفريقي الكيني |                                                |                                                |
| 2     | 1978 ‏                       | دانيال آراب موي (1924–2020)  | 8 نوفمبر 1978       | 30 ديسمبر 2002 |                                | 24 سنوات و130 أيام | الاتحاد الوطني الأفريقي الكيني | مواي كيباكي (1978–1988)                        |                                                |
| 2     | 1979                        | دانيال آراب موي (1924–2020)  | 8 نوفمبر 1978       | 30 ديسمبر 2002 |                                | 24 سنوات و130 أيام | الاتحاد الوطني الأفريقي الكيني | مواي كيباكي (1978–1988)                        |                                                |
| 2     | 1983                        | دانيال آراب موي (1924–2020)  | 8 نوفمبر 1978       | 30 ديسمبر 2002 |                                | 24 سنوات و130 أيام | الاتحاد الوطني الأفريقي الكيني | مواي كيباكي (1978–1988)                        |                                                |
| 2     | 1988                        | دانيال آراب موي (1924–2020)  | 8 نوفمبر 1978       | 30 ديسمبر 2002 |                                | 24 سنوات و130 أيام | الاتحاد الوطني الأفريقي الكيني | جوزفيت كارانجا ‏ (1988–1989)                    |                                                |
| 2     | 1988                        | دانيال آراب موي (1924–2020)  | 8 نوفمبر 1978       | 30 ديسمبر 2002 | جورج سايتوتي (1989–1998)       | 24 سنوات و130 أيام | الاتحاد الوطني الأفريقي الكيني |                                                |                                                |
| 2     | 1992                        | دانيال آراب موي (1924–2020)  | 8 نوفمبر 1978       | 30 ديسمبر 2002 |                                | 24 سنوات و130 أيام | الاتحاد الوطني الأفريقي الكيني |                                                |                                                |
| 2     | 1997                        | دانيال آراب موي (1924–2020)  | 8 نوفمبر 1978       | 30 ديسمبر 2002 |                                | 24 سنوات و130 أيام | الاتحاد الوطني الأفريقي الكيني |                                                |                                                |
| 2     | شاغر (1998–1999)            | دانيال آراب موي (1924–2020)  | 8 نوفمبر 1978       | 30 ديسمبر 2002 |                                | 24 سنوات و130 أيام | الاتحاد الوطني الأفريقي الكيني |                                                |                                                |
| 2     | جورج سايتوتي (1998–2002)    | دانيال آراب موي (1924–2020)  | 8 نوفمبر 1978       | 30 ديسمبر 2002 |                                | 24 سنوات و130 أيام | الاتحاد الوطني الأفريقي الكيني |                                                |                                                |
| 2     | موساليا مودافادي (2002)     | دانيال آراب موي (1924–2020)  | 8 نوفمبر 1978       | 30 ديسمبر 2002 |                                | 24 سنوات و130 أيام | الاتحاد الوطني الأفريقي الكيني |                                                |                                                |
| 3     |                             | مواي كيباكي (1931–2022)      | 2002 ‏               | 30 ديسمبر 2002 | 9 أبريل 2013                   | 10 سنوات و100 أيام | تحالف قوس قزح الوطني           |                                                |                                                |
| 3     | مايكل كيجانا وامالوا (2003) | مواي كيباكي (1931–2022)      | 2002 ‏               | 30 ديسمبر 2002 | 9 أبريل 2013                   | 10 سنوات و100 أيام | تحالف قوس قزح الوطني           |                                                |                                                |
| 3     | مودي أووري (2003–2008)      | مواي كيباكي (1931–2022)      | 2002 ‏               | 30 ديسمبر 2002 | 9 أبريل 2013                   | 10 سنوات و100 أيام | تحالف قوس قزح الوطني           |                                                |                                                |
|       | 2007                        | مواي كيباكي (1931–2022)      | حزب الاتحاد الوطني ‏ | 30 ديسمبر 2002 | 9 أبريل 2013                   | 10 سنوات و100 أيام |                                |                                                |                                                |
|       | 2007                        | مواي كيباكي (1931–2022)      | حزب الاتحاد الوطني ‏ | 30 ديسمبر 2002 | 9 أبريل 2013                   | 10 سنوات و100 أيام | كالونزو موسيوكا (2008–2013)    |                                                |                                                |
| 4     |                             | أوهورو كينياتا (مواليد 1961) | 2013                | 9 أبريل 2013   | 30 أغسطس 2022                  | 9 سنوات و143 أيام  | التحالف الوطني                 |                                                | وليام روتو                                     |
| 4     | 2017 ‏                       | أوهورو كينياتا (مواليد 1961) | حزب اليوبيل الكيني  | 9 أبريل 2013   | 30 أغسطس 2022                  | 9 سنوات و143 أيام  |                                |                                                | وليام روتو                                     |
| 5     |                             | وليام روتو (مواليد 1966)     | 2022                | 30 أغسطس 2022  | حالي                           | 2 سنوات و193 أيام  | التحالف الديمقراطي المتحد      |                                                |                                                |